# Іраклій Чочуа
Іраклій Чочуа (груз. ირაკლი ჭოჭუა; нар. 15 вересня 1979, Поті, Грузинська РСР, нині мкгаре Самеґрело-Земо Сванеті, Грузія) — грузинський борець греко-римського стилю, срібний призер чемпіонату Європи, бронзовий призер Кубку світу, учасник Олімпійських ігор.

## Життєпис
Боротьбою почав займатися з 1990 року. Був бронзовим призером чемпіонату Європи 1998 року серед юніорів. Наступного року на цьому ж турнірі виборов чемпіонський титул. Того ж 1999 року на світовій юніорській першості став другим. 
Вистував за клуб «Шевардені» із Тбілісі. Тренувався під керівництвом Вільяма Харазова.

## Спортивні результати на міжнародних змаганнях

### Виступи на Олімпіадах
| Змагання                    | Збірна | Вагова категорія                 | Місце |
| --------------------------- | ------ | -------------------------------- | ----- |
| Літні Олімпійські ігри 2004 | Грузія | греко-римська боротьба, до 55 кг | 6     |

### Виступи на Чемпіонатах світу
| Змагання                        | Збірна | Вагова категорія                 | Місце |
| ------------------------------- | ------ | -------------------------------- | ----- |
| Чемпіонат світу з боротьби 2001 | Грузія | греко-римська боротьба, до 58 кг | 14    |
| Чемпіонат світу з боротьби 2002 | Грузія | греко-римська боротьба, до 55 кг | 9     |
| Чемпіонат світу з боротьби 2003 | Грузія | греко-римська боротьба, до 55 кг | 14    |
| Чемпіонат світу з боротьби 2005 | Грузія | греко-римська боротьба, до 55 кг | 8     |
| Чемпіонат світу з боротьби 2006 | Грузія | греко-римська боротьба, до 55 кг | 16    |

### Виступи на Чемпіонатах Європи
| Змагання                         | Збірна | Вагова категорія                 | Місце  |
| -------------------------------- | ------ | -------------------------------- | ------ |
| Чемпіонат Європи з боротьби 2001 | Грузія | греко-римська боротьба, до 58 кг | Срібло |
| Чемпіонат Європи з боротьби 2002 | Грузія | греко-римська боротьба, до 55 кг | 14     |
| Чемпіонат Європи з боротьби 2003 | Грузія | греко-римська боротьба, до 55 кг | 11     |
| Чемпіонат Європи з боротьби 2007 | Грузія | греко-римська боротьба, до 55 кг | 8      |
| Чемпіонат Європи з боротьби 2008 | Грузія | греко-римська боротьба, до 55 кг | 5      |
| Чемпіонат Європи з боротьби 2012 | Грузія | греко-римська боротьба, до 60 кг | 7      |

### Виступи на Кубках світу
| Змагання                    | Збірна | Вагова категорія                 | Місце  |
| --------------------------- | ------ | -------------------------------- | ------ |
| Кубок світу з боротьби 2003 | Грузія | греко-римська боротьба, до 55 кг | Бронза |
| Кубок світу з боротьби 2007 | Грузія | греко-римська боротьба, до 55 кг | 7      |

### Виступи на інших змаганнях
| Змагання                                                        | Збірна | Вагова категорія                 | Місце  |
| --------------------------------------------------------------- | ------ | -------------------------------- | ------ |
| Олімпійський кваліфікаційний турнір з боротьби 2004 (Новий Сад) | Грузія | греко-римська боротьба, до 55 кг | 4      |
| Золотий Гран-прі з боротьби 2006                                | Грузія | греко-римська боротьба, до 55 кг | Срібло |
| Золотий Гран-прі з боротьби 2010 (Тбілісі)                      | Грузія | греко-римська боротьба, до 60 кг | 11     |
| Золотий Гран-прі з боротьби 2010 (Баку)                         | Грузія | греко-римська боротьба, до 60 кг | 12     |
| Турнір Вехбі Емре 2011                                          | Грузія | греко-римська боротьба, до 60 кг | 7      |
| Турнір Г. Картозія і В. Балавадзе 2011                          | Грузія | греко-римська боротьба, до 60 кг | Срібло |
| Золотий Гран-прі з боротьби 2011 (Баку)                         | Грузія | греко-римська боротьба, до 60 кг | 16     |
| Турнір Дана Колова — Николи Петрова 2012                        | Грузія | греко-римська боротьба, до 60 кг | 14     |
| Турнір Вехбі Емре 2013                                          | Грузія | греко-римська боротьба, до 60 кг | 14     |

### Виступи на змаганнях молодших вікових груп
| Змагання                                       | Збірна | Вагова категорія                 | Місце  |
| ---------------------------------------------- | ------ | -------------------------------- | ------ |
| Чемпіонат Європи з боротьби серед юніорів 1998 | Грузія | греко-римська боротьба, до 52 кг | Бронза |
| Чемпіонат світу з боротьби серед юніорів 1998  | Грузія | греко-римська боротьба, до 52 кг | 11     |
| Чемпіонат Європи з боротьби серед юніорів 1999 | Грузія | греко-римська боротьба, до 54 кг | Золото |
| Чемпіонат світу з боротьби серед юніорів 1999  | Грузія | греко-римська боротьба, до 54 кг | Срібло |